# Šatrovo
Šatrovo (in russo Шатрово?) è un villaggio della Russia situato nell'oblast' di Kurgan. È il centro amministrativo del rajon Šatrovskij.
Si trova 180 km a nord di Kurgan.